# Daniel Tardy
Daniel Tardy (Rouen, 17 febbraio 1934) è un imprenditore e dirigente d'azienda francese, presidente della Federazione Europea dei Costruttori dal 2006 al 2008.

## Biografia[1][2][3]
Daniel Louis Tardy, ingegnere meccanico francese, consulente. Membro della European Construction Industry Federation (presidente 2006).
Tardy, Daniel Louis è nato il 17 febbraio 1934 a Rouen, in Francia. Figlio di Lucien Aime e Marie Claudine (Brichaux) Tardy. Diventa ingegnere all' Ecole Polytechnic, Parigi nel 1955 e al Genie Maritime nel 1958. Ha completato un dottorarato in ingegneria meccanica all'Università di Nantes nel 1964.
È stato Professore di Meccanica Superiore della Scuola Nazionale di Nantes e Direttore Entreprise Travaux Publics de l'Ouest, nonché Presidente Compagnie Industrielle et Financière d'Enterprises e Presidente della Federazione Francese Edilizia Lavori Pubblici dal 1998 al 2005.
È stato Capitano della Marina francese.

## Onorificenze
- Commandeur delle Palme Académiques.